# ダービー社
株式会社ダービー社（ダービーしゃ）は、大阪府大阪市東成区にある公営競技（競輪）の専門新聞社である。主として関西を中心に発行している。
創刊は1931年発刊の『競馬ダービー』（2010年休刊）である。
詳細は不明だが、本社ビルは現在は解体されている。

## 発行する新聞のタイトル
競輪ダービー
- 岸和田・奈良・和歌山・京都向日町の各開催と、これらの競輪場で場外発売されるレースについて発行。かつては西宮・甲子園・大津びわこの各競輪場でも売られていたが、西宮・甲子園は2002年、大津びわ湖は2011年の廃止によって打ち切り。
- 出走表に、短大以上出身者（中退含む）には出身大学が、旧姓登録経験選手には、旧姓も表記されることが特徴。
- ライバル紙に『競輪研究』があり、シェア的には『ダービー』が若干劣勢である。なお、研究は横書き、ダービーは縦書き。
- 「原子力指数」という、当社独自の競輪選手の能力指数を算出しているのが特徴。数字が小さいほど強い選手ということを表している。
- このほか、名称は競輪ダービーであるが、広島と別府の両競輪場では、それぞれ独自の編集で発行・販売している。
- かつては全国版雑誌、「月刊競輪ダービー」を発行していたことがある。

## かつて発行していた新聞のタイトル
競馬ダービー
過去に発行していた中央競馬の競馬新聞で、1931年（昭和6年）に創刊した日本でも最古の部類に入る中央競馬専門新聞の老舗といわれていた。なお関東のレースに関しては『勝馬』と業務提携しており、名称が類似しているダービーニュースとは関連がない。
2010年12月26日号で休刊。事実上競馬ニュースと紙面統合し、競馬ダービーの記者は全員ニュースへ異動した。その競馬ニュースも2012年より競馬研究と統合され、「研究ニュース」として発行されている。
競艇ダービー
- 住之江・尼崎・びわこの各開催とこれらの競艇場で場外発売されるレースについて発行。
- ライバル紙に『競艇ニュース』がある。『ニュース』は京都に本社があるため、びわこではこちらがやや優勢であるが、集客力のある住之江・尼崎では大阪に本社のある『ダービー』が優勢であった。
- 2015年7月28日の尼崎初日開催日に諸般の事情により休刊するという告知があり、住之江版、びわこ版、場外特別版も含めて休刊となった。
- 毎年、尼崎競艇場で「競艇ダービー杯」競走が行われていた。

## 馬主として
冠名は「ダービー」。勝負服の服色は黄、青十字襷、青袖黄二本輪である。

### 主な所有馬
- ダービーレグノ（シンザン記念1着、新潟記念1着、京阪杯2着、北九州記念2着など。ダービーキングダムの仔）
- ダービーラブリネス（青函ステークス1着）
- ダービーキングダム（ドンカスターステークス1着、クリスタルカップ3着）